# Liste d'élèves de l'École centrale Paris
La liste des centraliens est une énumération d'anciens élèves de l'École centrale Paris dont la notoriété est avérée.
Les années de promotion correspondent aux années de sortie, trois ans après l'intégration. En italiques figurent les élèves n'ayant pas achevé leur scolarité.

## Liste
| Promotion | Nom                                  | Activités principales |
| --------- | ------------------------------------ | --- |
| 1832      | Jules Petiet                         | ingénieur, directeur de l'École centrale Paris |
| 1832      | Eugène-Melchior Péligot              | chimiste, président de l'Académie des sciences |
| 1832      | Jacques Elisée Veret                 | député suisse |
| 1833      | Norbert Metz                         | homme politique et industriel |
| 1833      | Alphonse Sagebien                    | inventeur de la roue hydraulique Sagebien |
| 1834      | Michel Alcan                         | député de l'Eure |
| 1834      | Eugène Chevandier de Valdrome        | député de la Meurthe, ministre de l'intérieur |
| 1834      | Jean Noblot                          | sénateur de Haute-Saône |
| 1835      | Théophile Guibal                     | ingénieur des mines, fondateur de la Faculté polytechnique de Mons |
| 1836      | Charles Chobrzyński                  | ingénieur polonais dans le ferroviaire |
| 1836      | Camille Polonceau                    | ingénieur dans le ferroviaire, Officier de la Légion d'honneur |
| 1837      | Charles-Urbain Bricogne              | ingénieur dans le ferroviaire |
| 1837      | Georges Darrieus                     | inventeur de l'éolienne verticale Darrieus |
| 1837      | Cipriano Segundo Montesino           | président de l’Académie royale des sciences exactes, physiques et naturelles |
| 1838      | Victor Forquenot de La Fortelle      | ingénieur ferroviaire, Officier de la Légion d'honneur |
| 1838      | Ferdinand Mathieu                    | député de Saône-et-Loire, industriel |
| 1839      | Édouard Jełowicki                    | commandeur de l'artillerie des Forces autrichiennes puis officier de la Légion étrangère |
| 1839      | Ferdinand Rimoz de La Rochette       | maître de forges et industriel |
| 1840      | Émile Trélat                         | député de la Seine, architecte |
| 1840      | Jules Marguet                        | ingénieur et enseignant Suisse |
| 1841      | Alfred Darcel                        | critique d'art |
| 1841      | Charles Martin                       | architecte |
| 1842      | Raphaël Bischoffsheim                | banquier, député des Alpes-Maritimes, fondateur de l'Observatoire de Nice |
| 1842      | Ernest Deligny                       | ingénieur minier |
| 1842      | Félix de Las Cases                   | évêque de Constantine et Hippone |
| 1843      | Alfred Belpaire                      | inventeur du foyer Belpaire |
| 1843      | Henri Marès                          | agronome |
| 1843      | Léon Marsillon                       | ingénieur dans le ferroviaire |
| 1843      | Alphonse Poitevin                    | ingénieur chimiste, précurseur de la photographie |
| 1844      | Émile Muller                         | céramiste, architecte et sculpteur |
| 1844      | Léon Salleron                        | architecte |
| 1845      | Joseph Farcot                        | industriel, a introduit le concept de servomoteur |
| 1845      | Auguste de Maere                     | ingénieur des voies hydrauliques, député belge |
| 1845      | Louis-Clément Weinberger             | ingénieur civil |
| 1846      | Léonce Chagot                        | directeur des Houillères de Blanzy, maire de Montceau-les-Mines |
| 1847      | Gustave Bridel                       | ingénieur civil Suisse |
| 1848      | François-Anatole Gruyer              | conservateur du département des peintures du musée du Louvre |
| 1850      | Charles de Comberousse               | professeur de mathématiques |
| 1850      | Félix Léon Edoux                     | industriel, inventeur de l'ascenseur |
| 1850      | Auguste de Montgolfier               | député de l'Ardèche, industriel |
| 1851      | Henri Bouilhet                       | ingénieur chimiste, président des Arts décoratifs |
| 1851      | Henri de Dion                        | ingénieur en constructions métalliques |
| 1851      | Léon Isidore Molinos                 | ingénieur civil, maître de forges, armateur, Président, administrateur de Sociétés, major de sa promotion. Inventeur des chemins de fer, président de la Société des ingénieurs civils de France                                          |
| 1851      | Émile Raspail                        | entrepreneur, chef d'entreprise, maire d'Arcueil |
| 1851      | Philippe Vitali                      | fondateur de la Régie générale des chemins de fer |
| 1852      | Aristide Bergès                      | industriel papetier, ingénieur hydraulicien |
| 1852      | Paul Jousselin                       | ingénieur, inventeur des chemins de fer, président de la Société des ingénieurs civils de France |
| 1852      | Eugène Pereire                       | député du Tarn, financier |
| 1852      | Francisque Reymond                   | député de la Loire, sénateur de la Loire |
| 1852      | Charles-Alexandre Thirion            | ingénieur, cofondateur de l'Association française pour la propriété industrielle |
| 1853      | Édouard Bossi                        | ingénieur tunnelier |
| 1853      | Jérôme Vladislas Kieniewicz          | partisan de l'insurrection polonaise |
| 1853      | Charles Desnos                       | inventeur du Vélocipède perfectionné |
| 1853      | Émile Lavezzari                      | architecte |
| 1853      | Paul Le Gavrian                      | député du Nord, industriel |
| 1854      | Gustave Denis                        | sénateur, industriel |
| 1854      | Alfred Fredet                        | ingénieur, entrepreneur, industriel |
| 1854      | Samson Jordan                        | ingénieur, savant, industriel |
| 1855      | Gustave Eiffel                       | ingénieur ayant dirigé la construction de la tour Eiffel, la statue de la Liberté et de nombreux viaducs |
| 1855      | Jules Gaudard                        | ingénieur ayant dirigé la construction de lignes ferroviaires en Suisse |
| 1855      | Armand Moisant                       | ingénieur ayant dirigé la construction de la gare de Lyon et du Grand Palais |
| 1855      | Alfred Sirodot                       | architecte |
| 1855      | Charles de Stoëcklin                 | officier français |
| 1856      | William Le Baron Jenney              | architecte et ingénieur américain |
| 1856      | Guillaume Ritter                     | ingénieur hydraulique et architecte suisse |
| 1856      | Léopold Valentin                     | architecte |
| 1857      | Jules Bourdais                       | architecte |
| 1857      | Paul Cazalis de Fondouce             | ingénieur, géologue et anthropologue |
| 1857      | Jules Hermary                        | député du Pas-de-Calais |
| 1857      | Armand Lederlin                      | directeur de la Blanchisserie et Teinturerie de Thaon, maire de Thaon-les-Vosges |
| 1857      | Émile Placet                         | photographe |
| 1857      | Léon Renard                          | Député français |
| 1857      | Edgar-Aimé Seillière                 | conseiller général des Vosges |
| 1857      | Charles Weyher                       | industriel |
| 1858      | Anatole Mallet                       | inventeur de la locomotive compound |
| 1859      | Albert Ellissen                      | financier, gazier et Officier de la Légion d'honneur |
| 1859      | Théophile Finet                      | Sénateur belge |
| 1859      | Arthur Regnault                      | architecte religieux |
| 1860      | Charles Balsan                       | député de l'Indre, régent de la Banque de France |
| 1860      | Louis Boissonnet                     | à l'origine de la fondation Boissonnet |
| 1860      | Henry de Geymüller                   | historien de l'art et de l'architecture |
| 1860      | Philipp Gosset                       | ingénieur, urbaniste, alpiniste, topographe, glaciologue |
| 1860      | Georges Leclanché                    | inventeur de la pile Leclanché |
| 1860      | Adrien Le Page                       | maire de Caen |
| 1860      | Émile Level                          | maire du 17e arrondissement de Paris |
| 1860      | Jules Piet                           | chef d'entreprise |
| 1860      | Léon Vigreux                         | ingénieur civil |
| 1861      | Félix Viallet                        | maire de Grenoble, industriel de l'hydroélectricité |
| 1861      | Alfred Loreau                        | député du Loiret, industriel |
| 1861      | Frédéric Seillière                   | industriel dans le textile |
| 1862      | William Barbey                       | botaniste et homme politique suisse |
| 1862      | Gaston du Bousquet                   | concepteur de locomotives à vapeur |
| 1862      | Albert Fernique                      | photographe français, pionnier de la photomécanique |
| 1862      | Camille Jacob de Cordemoy            | ingénieur et explorateur, président du Conseil général de La Réunion |
| 1862      | Albert Leprince                      | architecte |
| 1862      | Henri Auguste Pélegrin               | industriel |
| 1862      | Paul Planat                          | fondateur et directeur du magazine d'architecture La Construction moderne |
| 1862      | Édouard Vaillant                     | député de la Seine, figure majeure du socialisme à la fin du XIXe siècle |
| 1863      | Étienne Roussin                      | député du Finistère |
| 1864      | Émile Levassor                       | pionnier du sport automobile |
| 1864      | René Panhard                         | cofondateur de l'industrie automobile Panhard |
| 1864      | Aimé Olivier de Sanderval            | explorateur français de l'Afrique de l'Ouest |
| 1864      | Théophile Seyrig                     | ingénieur associé de Gustave Eiffel |
| 1865      | Eugène Flaman                        | inventeur du Flaman |
| 1865      | Alphonse Lotz-Brissonneau            | ingénieur, industriel |
| 1865      | Amable Matussière                    | ingénieur hydraulicien |
| 1865      | Henri Paul François de Wendel        | député du Reichstag |
| 1866      | Joseph Crocé-Spinelli                | aéronaute, scientifique, meurt asphyxié lors d'une ascension |
| 1866      | Jacques David                        | horloger suisse et député radical au Grand Conseil bernois |
| 1866      | Robert Estoublon                     | juriste, professeur de droit musulman, directeur de l'École de droit d'Alger |
| 1866      | Arnould Locard                       | naturaliste, malacologiste et géologue |
| 1866      | Émile Mauger                         | député du Calvados |
| 1867      | Félix Martin-Sabon                   | photographe |
| 1868      | Ludovic Allaire                      | architecte |
| 1868      | Stanislas Dominique Gillet           | industriel, constructeur automobile français, pionnier de l'automobile |
| 1868      | Jules Léon Jamin                     | sénateur de la Loire-Atlantique |
| 1868      | Paul Marguerite de la Charlonie      | collectionneur d'œuvres d'art et d'objets archéologiques |
| 1868      | Grégoire Wincqz                      | député belge et maître de carrière |
| 1869      | Émile Cacheux                        | sociologue et ingénieur |
| 1869      | Gustave Canet                        | directeur de l'artillerie au Creusot |
| 1869      | Nestor Cornier                       | maire de Grenoble |
| 1869      | Jules Goüin                          | philanthrope, régent de la Banque de France |
| 1869      | Pierre Louis Léger Vauthier          | peintre |
| 1869      | William Rotch                        | ingénieur |
| 1870      | Ernest Noël                          | député de l'Oise puis sénateur |
| 1870      | Philibert Pellin                     | ingénieur-opticien, co-inventeur du prisme de Pellin-Broca |
| 1871      | Paul Bodin                           | ingénieur constructeur du viaduc du Viaur, capitaine lors de la guerre franco-allemande de 1870 |
| 1871      | Paul Samary                          | député d'Alger, gouverneur de la Guyane et de La Réunion |
| 1872      | Charles Janet                        | chimiste, botaniste, biologiste, paléontologue, lépidoptériste, physiologiste |
| 1872      | Julien Lemoine                       | député français |
| 1872      | Floris Osmond                        | métallurgiste |
| 1872      | Germain Sauvanet                     | architecte |
| 1872      | Napoléon de Tédesco                  | ingénieur ayant étudié le béton armé |
| 1873      | Maurice Cossmann                     | paléontologue, président de la Société géologique de France |
| 1873      | Émile Gobbe                          | maître verrier, inventeur de la fabrication mécanique du verre par étirage |
| 1873      | Georges Richou                       | fondateur de la revue Le Génie Civil, Officier de la Légion d'honneur |
| 1875      | Henry Crouan                         | inventeur et entrepreneur, fondateur de l'Automobile Club de France |
| 1875      | Fernand Delmas                       | architecte |
| 1876      | Victor Cambon                        | journaliste connu pour son ouvrage L'Allemagne au travail |
| 1876      | Jules Bergeron                       | professeur de minéralogie et de géologie |
| 1876      | François de Curel                    | romancier et auteur dramatique |
| 1876      | Arthur Good                          | journaliste, vulgarisateur scientifique |
| 1876      | Édouard Laillet                      | cartographe, écrivain |
| 1876      | Abel Pifre                           | fondateur des ascenseurs Pifre et Otis-Pifre |
| 1876      | Alfred Vanderpol                     | ingénieur, philanthrope, auteur |
| 1877      | Édouard Hospitalier                  | ingénieur et professeur |
| 1877      | André Michelin                       | cofondateur de Michelin & Cie et créateur du Guide Michelin |
| 1877      | Jean Laporte                         | directeur des Chantiers et ateliers de Provence, fondateur des Chantiers de Normandie |
| 1877      | Max de Nansouty                      | ingénieur et vulgarisateur |
| 1877      | Gaston Stiegler                      | journaliste globe-trotter, reporter et écrivain voyageur |
| 1878      | Édouard Lamy                         | ingénieur |
| 1878      | Charles de La Poix de Fréminville    | président de la Société des ingénieurs civils de France et vice-président de l'American Society of Mechanical Engineers |
| 1879      | André Brouillet                      | peintre |
| 1879      | Edmond Coignet                       | ingénieur ayant étudié le béton armé |
| 1879      | Furuichi Kōi                         | président du Kōka Daigaku, Membre de la chambre des pairs du Japon |
| 1879      | Robert Herborn                       | fondateur de l'École Supérieure de Commerce de Nancy et de l'École de Nancy, |
| 1879      | Louis Mors                           | pionnier de l'automobile, fondateur de la marque Mors |
| 1879      | Jules Gabriel Hubert-Sauzeau         | artiste-peintre |
| 1880      | André Hillairet                      | ingénieur spécialiste de l'électricité |
| 1880      | Paul Reclus                          | militant anarchiste |
| 1881      | Ernest Fouché                        | député de la Sarthe, cofondateur de Carel Fouché & Cie |
| 1882      | Maurice de Brunhoff                  | éditeur |
| 1882      | Georges Vésier                       | dirigeant de la Compagnie française des métaux (CFM) |
| 1883      | Léon Gischia                         | ingénieur, président de l'Union sportive dacquoise omnisports |
| 1883      | Gustave Marchegay                    | architecte, aquarelliste et sculpteur |
| 1884      | Léon Benouville                      | architecte |
| 1884      | Alexandre Charliat                   | fondateur de l'ESIGELEC |
| 1884      | Édouard Charruyer                    | député de la Charente-Maritime |
| 1884      | Albert Crolard                       | député de la Haute-Savoie |
| 1885      | Charles Barbière                     | ingénieur dans le ferroviaire |
| 1885      | Lucien Bentz                         | architecte |
| 1885      | Maurice du Bois d'Auberville         | architecte |
| 1885      | Maurice Donnay                       | auteur dramatique et poète |
| 1885      | Paul Jeanneney                       | céramiste |
| 1885      | Gustave Leverne                      | ingénieur en chef des Chantiers navals de la Gironde |
| 1885      | Jean Babin-Chevaye                   | sénateur de la Loire-Atlantique, fondateur des Fonderies de l'Atlantique |
| 1886      | Paul Cottancin                       | ingénieur, spécialiste du ciment armé |
| 1886      | Georges Hersent                      | constructeur et exploitant de ports, Commandeur de la Légion d'honneur |
| 1886      | Maurice Koechlin                     | concepteur de la structure de la Tour Eiffel, directeur d'Eiffage Métal |
| 1886      | Michel Mitton                        | architecte |
| 1886      | Jean Plichon                         | député du Nord, sénateur |
| 1887      | Pierre Azaria                        | à l’origine de la création de la Compagnie générale d'électricité, Grand officier de la Légion d'honneur |
| 1887      | Eugène Brillié                       | inventeur du premier char de combat français, fondateur de la Société Brillié |
| 1887      | Antonin Daum                         | maître verrier, repreneur de la cristallerie familiale Daum |
| 1887      | Maurice Maunoury                     | député d'Eure-et-Loir |
| 1887      | Paul Marcelles                       | compositeur de chansons, de musique de théâtre et de ballet français |
| 1888      | Édouard Arnaud                       | architecte |
| 1888      | Joseph Lecornu                       | cerf-voliste obtenant une médaille d'or aux Jeux Olympiques de 1900 |
| 1888      | Charles Vigreux                      | inspecteur du Service mécanique et électrique de l’Exposition universelle de 1889, directeur général des papeteries de La Haye-Descartes, maire de Balesmes                                                                               |
| 1889      | Léon Auscher                         | promoteur du tourisme automobile, Commandeur de la Légion d'honneur |
| 1889      | Marcel Caplet                        | constructeur d'automobiles |
| 1889      | Adrien Richard                       | sénateur des Vosges |
| 1890      | Vintilă Brătianu                     | président du Conseil des ministres de Roumanie |
| 1890      | Auguste Boutan                       | directeur de la Société du Gaz de Lyon, inventeur d'un scaphandre autonome utilisé par la Marine française |
| 1890      | Alexandre Durandy                    | député de gauche radicale |
| 1890      | Georges Guichard                     | ingénieur et philanthrope |
| 1890      | André Navarre                        | fondateur des Papeteries Navarre |
| 1891      | Julien Benda                         | critique, philosophe et écrivain, Commandeur de la Légion d'honneur |
| 1891      | Georges Denis                        | député de la Mayenne |
| 1891      | Louis Antoine Kriéger                | pionnier de l'Automobile électrique |
| 1891      | Frédéric Manaut                      | président du conseil général des Pyrénées-Orientales, député français |
| 1891      | Louis Seguin                         | fondateur de Gnome et Rhône |
| 1892      | Armand Paul Jousselin                | député de la Nièvre |
| 1894      | Joseph Charignon                     | constructeur de chemin de fer, sinologue, historien, philosophe |
| 1894      | Robert Ellissen                      | collectionneur d'art, Commandeur de la Légion d'honneur |
| 1894      | Frédéric Rossel                      | constructeur automobile |
| 1895      | Louis Blériot                        | constructeur et pilote pionnier de l'aviation française, premier aviateur à traverser la Manche |
| 1895      | Pierre-Ernest Dalbouze               | président de la Chambre de commerce et d'industrie de Paris et de la Fédération des industries mécaniques |
| 1895      | Armand Peugeot                       | membre de la famille Peugeot, qui a lancé Peugeot dans l'ère de l'automobile et de la bicyclette. |
| 1895      | Robert Peugeot                       | membre de la famille Peugeot, qui a aussi participé à l'essor de Peugeot dans l'automobile. |
| 1895      | François Carnot                      | Député de Seine-et-Oise, Commandeur de la Légion d'honneur |
| 1895      | André Mariage                        | directeur de la Société des transports en commun de la région parisienne |
| 1896      | Raoul Bigot                          | ingénieur et romancier |
| 1896      | Auguste Dutreux                      | industriel |
| 1896      | Maurice Léger                        | inventeur de prototypes d'hélicoptères |
| 1897      | Eugène Balme                         | tireur français |
| 1897      | Léon Guillet                         | métallurgiste et membre de l'Académie des sciences, Grand officier de la légion d'honneur |
| 1897      | Maurice Langlois-Meurinne            | sénateur de l'Oise |
| 1897      | Édouard Michel                       | historien de l'art |
| 1898      | Gabriel Delmotte                     | ingénieur, astronome, député du Nord (département français) |
| 1898      | René Fould                           | président-directeur général des Chantiers de l'Atlantique, de la Société transatlantique aérienne, vice-président des Ateliers et Chantiers de la Loire, de la Compagnie générale transatlantique et de la Compagnie générale aéropostale |
| 1898      | Pierre Leprince-Ringuet              | architecte |
| 1898      | Valentin Mandelstamm                 | romancier, agent de liaison entre la France et Hollywood |
| 1898      | Casimir Monteil                      | directeur de l'École centrale Paris, administrateur des Papeteries de Gascogne |
| 1898      | Émile Thomas                         | premier directeur des Ateliers nationaux |
| 1901      | Louis Bazire                         | député de la Vendée |
| 1901      | Paul Charbin                         | industriel et homme politique, président de la Chambre de commerce du Rhône |
| 1901      | Gaston Goüin                         | ingénieur encadrant la construction de nombreux chemins de fer et ports |
| 1901      | René Lorin                           | théoricien du moteur à réaction et du statoréacteur |
| 1901      | Charles Petiet                       | industriel de l'automobile, Grand officier de la légion d'honneur |
| 1902      | Albert Portevin                      | métallurgiste, président de l'Académie des sciences |
| 1903      | Gaston Bruneton                      | personnalité importante de la Collaboration |
| 1904      | Pierre Amidieu du Clos               | député de Meurthe-et-Moselle |
| 1904      | Jacques André Fouilhoux              | architecte français aux États-Unis |
| 1904      | Joseph Roffo                         | tireur à la corde français |
| 1905      | Maurice Goudard                      | président de la Société des ingénieurs de l'automobile, fondateur de Solex |
| 1905      | Alfred Jacobson                      | ingénieur, résistant, Grand-croix de la Légion d'honneur |
| 1905      | Solomon Lefschetz                    | mathématicien d'origine russe connu pour ses travaux en topologie algébrique, géométrie algébrique et théorie des équations différentielles non linéaire                                                                                  |
| 1905      | Marcel Mennesson                     | inventeur, créateur de VéloSoleX |
| 1905      | Jacques d'Welles                     | architecte en chef de la ville de Bordeaux |
| 1906      | Pierre-Georges Latécoère             | entrepreneur emblématique des débuts de l'aviation commerciale, Commandeur de la Légion d'honneur |
| 1907      | Marcel Communeau                     | joueur de rugby à XV, capitaine de l'équipe de France au premier Tournoi des V Nations |
| 1907      | Marcel Schlumberger                  | ingénieur dans le ferroviaire, participe à la création des premiers chars français |
| 1908      | Colonel Lizé                         | résistant français |
| 1908      | Étienne Œhmichen                     | pionnier du stroboscope, de l'invention de l'hélicoptère et de la biomécanique |
| 1908      | Robert Savary                        | ingénieur aéronautique, pilote pionnier de l'aviation |
| 1909      | Léonce Bernheim                      | avocat, déporté à Auschwitz |
| 1909      | Jean Callies                         | directeur d'une usine Michelin |
| 1909      | Gabriel Castagnet                    | député des Basses-Pyrénées |
| 1910      | Gaston Fleischel                     | inventeur du système de transmission automatique, ancêtre de la boîte de vitesses |
| 1910      | Paul Fressanges du Bost              | commandant de l'Armée de l'air française |
| 1910      | Henri de Lipkowski                   | résistant |
| 1911      | René Couffon                         | écrivain et historien de l'art, spécialiste du patrimoine bas-breton |
| 1911      | Marcel Leyat                         | ingénieur, inventeur, pionnier de l'aviation, constructeur aéronautique et automobile |
| 1912      | Marcel de Flers                      | résistant |
| 1912      | Pierre Guastalla                     | peintre, illustrateur, graveur sur cuivre, xylographe, lithographe |
| 1913      | Marcel Burgun                        | joueur de rugby à XV dans l'équipe de France |
| 1913      | Lucien Fabre                         | industriel et écrivain, Prix Goncourt 1923 |
| 1913      | Pierre Failliot                      | recordman d'athlétisme, joueur de rugby à XV dans l'équipe de France |
| 1913      | Antoine Pol                          | poète, officier militaire, Chevalier de la Légion d'honneur |
| 1914      | Paul-Louis Weiller                   | chef d'entreprise, mécène, Grand-croix de la Légion d'honneur |
| 1919      | Jean Leseurre                        | ingénieur aéronautique, fondateur de Gourdou-Leseurre |
| 1919      | Henri Pavin de Lafarge               | sénateur de l'Ardèche |
| 1920      | Henri Marie Joseph Allard            | ingénieur et chef d'entreprise |
| 1920      | Georges Béjot                        | évêque de l'Église catholique |
| 1920      | André Bloc                           | architecte, sculpteur, éditeur |
| 1920      | Paul Furiet                          | architecte |
| 1920      | Maurice Rotival                      | ingénieur urbaniste |
| 1921      | Gustave Alric                        | sénateur |
| 1921      | Jacques Baratte                      | industriel, résistant |
| 1921      | Raymond Boisdé                       | secrétaire d'État à l'Agriculture, Liste des députés du Cher, maire de Bourges |
| 1921      | André Chapelon                       | ingénieur thermodynamicien, concepteur de locomotive à vapeur |
| 1921      | René Dorand                          | ingénieur aéronautique, pionnier de l’hélicoptère |
| 1921      | Marcel Gianoli                       | ingénieur aéronautique |
| 1921      | Sébastienne Guyot                    | résistante, athlète olympique, ingénieure spécialisée dans l'aérodynamique. Elle est l'une des sept premières femmes diplômée de Centrale Paris (issue de la première promotion à accepter les femmes)                                    |
| 1921      | Oswen de Kerouartz                   | député des Côtes-du-Nord |
| 1921      | Charles Lapicque                     | artiste peintre et graveur |
| 1921      | Georges Poivilliers                  | géographe, président de l'académie des sciences, directeur de l'École centrale Paris |
| 1921      | Jean Rist                            | résistant |
| 1921      | Raphaël Salem                        | mathématicien qui a travaillé sur l'analyse de Fourier |
| 1921      | Fernand Wiedemann-Goiran             | industriel et député de Paris |
| 1922      | Paul Barruel                         | naturaliste, illustrateur scientifique |
| 1922      | Yves Bouthillier                     | ministre des Finances sous Pétain |
| 1922      | Christian de Caters                  | auteur de romans |
| 1922      | Pierre Lefaucheux                    | PDG de Renault, compagnon de la libération |
| 1922      | Philippe Mieg                        | ingénieur, historien et généalogiste |
| 1922      | Paul Neuville                        | vétéran de la Première Guerre mondiale, compagnon de la libération |
| 1922      | Henri Robert                         | parfumeur |
| 1922      | Jean Théry                           | industriel, militant de l'Action française |
| 1923      | François Balsan                      | explorateur, ethnographe, écrivain |
| 1923      | Louis de Bonnevie                    | officier français |
| 1923      | Roger Heim                           | botaniste spécialisé en mycologie, membre de l'Académie des sciences |
| 1923      | Max Hymans                           | homme politique, député, résistant, président d'Air France |
| 1923      | Bernard Laffaille                    | architecte |
| 1923      | Georges Lamirand                     | entrepreneur, chef d'entreprise, maire de La Bourboule, président de l'Association pour défendre la mémoire du maréchal Pétain |
| 1923      | Lucien Virmoux                       | ingénieur aéronautique |
| 1924      | Pierre-Louis Brice                   | ingénieur spécialiste du béton, collabora à la construction du mur de l'Atlantique |
| 1924      | Jean Pascaud                         | décorateur et ensemblier |
| 1924      | Max Heilbronn                        | créateur des magasins à prix unique Monoprix et des magasins à prix unique Monoprix |
| 1924      | Raymond Sans                         | inventeur du tomographe à déplacement complexe, ancêtre du scanner |
| 1924      | Jean Vaudal                          | écrivain et critique littéraire, mort déporté |
| 1924      | René Zuber                           | photographe, cinéaste et écrivain |
| 1926      | Georges Badosa                       | chef d'entreprise |
| 1926      | Jacques Denis                        | entomologiste amateur, arachnologue |
| 1926      | Émile Hugot                          | homme d'affaires réunionnais, PDG des Sucreries de Bourbon |
| 1926      | Henri Mazerat                        | évêque de l'Église catholique |
| 1926      | Marcel Petiet                        | président de l'institut de recherche de la sidérurgie, Officier de la Légion d'honneur |
| 1927      | Pierre Danel                         | ingénieur spécialiste de l'hydraulique |
| 1927      | Jacques Durrmeyer                    | résistant, directeur de l'Armée secrète de l'Orne |
| 1927      | Marcel Vigouroux                     | pilote dans l'armée de l'air, commandant du Groupe de bombardement I/25 Tunisie |
| 1928      | Constantin Rozanoff                  | aviateur, colonel puis pilote d'essai |
| 1929      | Henri Deplante                       | aviateur et ingénieur, officier dans les Forces françaises libres |
| 1929      | André Dufau                          | Architecte, athlète, spécialiste du sprint |
| 1929      | Jacques Fourcy                       | peintre |
| 1929      | René Navarre                         | industriel, directeur général de l'Institut français du pétrole |
| 1930      | Robert Boname                        | directeur technique de la compagnie Air France Transatlantique, Officier de la Légion d'honneur |
| 1930      | Joseph Callies                       | PDG de la société informatique Bull |
| 1930      | Alain de Chatellus                   | alpiniste, écrivain |
| 1930      | Jean Fourastié                       | grand économiste ayant étudié l'influence de la productivité et du progrès technique sur l'économie, à l'origine de l'expression les « Trente Glorieuses », Grand-croix de l'ordre national du Mérite                                     |
| 1930      | Jean-Pierre Plichon                  | député du Nord |
| 1930      | Antoine Wehenkel                     | ministre du Budget puis Président de la Chambre des députés du Luxembourg |
| 1931      | Jean Fayeton                         | architecte |
| 1931      | Célestin Lainé                       | indépendantiste Breton, collaborateur puis membre de la Sicherheitsdienst |
| 1933      | Mehdi Bazargan                       | premier ministre d'Iran |
| 1934      | André Bernanose                      | père de la diode électroluminescente organique (OLED) |
| 1934      | Jean Volvey                          | militaire français, compagnon de la Libération |
| 1935      | Pierre Lorin                         | joueur professionnel français de hockey sur glace |
| 1935      | Boris Peskine                        | cinéaste et déporté franco-russe |
| 1936      | Constantin Conophagos                | ingénieur minier et député grec |
| 1936      | Étienne Cattin                       | romancier, poète |
| 1936      | Max Hermieu                          | fondateur du Sicob (salon de la bureautique et de l'informatique), Commandeur de la Légion d’honneur |
| 1936      | Bruno Hussar                         | religieux dominicain, fondateur de la maison Saint-Isaïe |
| 1936      | Pierre Nourry                        | auteur, critique musical, producteur et ingénieur |
| 1936      | Maurice Pérouse                      | directeur général du Trésor |
| 1936      | Henri de Wendel                      | maître de forges |
| 1937      | Jacques Renard                       | résistant, mort fusillé sous Vichy |
| 1937      | Jacques Rolland                      | député de la Seine |
| 1939      | Pierre de Contenson                  | religieux et théologien dominicain, président de la Commission léonine |
| 1939      | Pierre Coulon                        | député de l'Allier, maire de Vichy |
| 1939      | Guy de Rouville                      | résistant |
| 1942      | Guy Flavien                          | résistant, mort après des travaux forcés |
| 1942      | Boris Vian                           | écrivain, parolier, chanteur, musicien de jazz (trompettiste) et directeur artistique |
| 1943      | Bernard Baschet                      | facteur d'instruments de musique |
| 1943      | Léo Gros                             | PDG de Balmain, maire de La Cadière-et-Cambo |
| 1943      | Patrice des Moutis                   | connu sous le nom de « Monsieur X », parieur qui gagna d'importantes sommes au PMU en y appliquant des calculs bayésiens |
| 1944      | Henri-Dominique Saffrey              | helléniste et philosophe spécialisé dans le néo-platonisme |
| 1945      | Libertaire Rutigliano                | résistant français |
| 1946      | Michel Batisse                       | sous-directeur général (sciences) de l'Unesco |
| 1946      | Fernand Beaucour                     | historien, spécialiste de l'histoire de l'Empire et de la Révolution française |
| 1946      | Louis Doyen                          | PDG de la société Thimonnier |
| 1946      | Claude Kévers-Pascalis               | écrivain, historien |
| 1947      | Christian Bazin                      | écrivain, directeur des Chantiers de l'Atlantique |
| 1947      | Francis Bouygues                     | fondateur du groupe Bouygues, PDG du groupe TF1 |
| 1947      | Roger Cuvillier                      | à l'origine du Pan Cinor, premier zoom à compensation optique |
| 1947      | Jean-Marie Georgeot                  | exégète des évangiles |
| 1947      | Jean Muller                          | ingénieur à l'origine de la construction de nombreux ponts |
| 1948      | Michel Bédat                         | homme d'affaires |
| 1948      | Yvon Gattaz                          | chef d'entreprise, membre de l'Académie des sciences morales et politiques |
| 1949      | Claude Collard                       | ceinture noire de judo, président-fondateur du Comité national olympique et sportif français, Officier de la Légion d’honneur |
| 1949      | Robert Galley                        | résistant, maire de Troyes, député de l'Aube, il occupa 8 postes de ministre de 1968 à 1981 |
| 1949      | Henri Blandin                        | inventeur |
| 1952      | Gérard Chamayou                      | sculpteur, à l'origine de la construction du dôme la Géode |
| 1954      | Henri Nussbaumer                     | professeur à l'École polytechnique fédérale de Lausanne |
| 1955      | Louis Comtet                         | mathématicien français, spécialiste de combinatoire |
| 1955      | Gaston Juchet                        | designer industriel, spécialisé dans l'automobile |
| 1955      | Gérard Pélisson                      | cofondateur du groupe Accor et président de l’Institut Paul Bocuse |
| 1955      | Jean-Louis Le Moigne                 | chercheur en sciences des systèmes et en épistémologie constructiviste |
| 1956      | Pierre Massimi                       | acteur |
| 1959      | Jean-Paul Poirier                    | membre de l'Académie des sciences |
| 1959      | Claude Neuschwander                  | PDG de Lip, directeur général de la Fnac |
| 1961      | Dominique Lacaze                     | professeur de sciences économiques |
| 1962      | Daniel Gourisse                      | directeur de l'École centrale Paris |
| 1963      | Jacques Roger-Machart                | député de la Haute-Garonne, Officier de la Légion d’honneur |
| 1963      | Marc Wiel                            | urbaniste |
| 1964      | Henri Gouraud                        | inventeur de l'ombrage de Gouraud |
| 1965      | Gabriel Dupuy                        | connu pour son travail sur l'aménagement du territoire, maître de conférences |
| 1966      | Jean-Pierre Le Dantec                | directeur de l’école d’architecture de Paris-La Villette, écrivain, marxiste |
| 1966      | Jacques Treiner                      | physicien |
| 1966      | Antoine                              | auteur-compositeur-interprète |
| 1967      | Thomas Dakayi Kamga                  | ministre camerounais des travaux publics, directeur de la Camair-Co |
| 1967      | Henri False                          | ingénieur à l'INA |
| 1967      | Khaled Sanchou                       | président de la Ligue nationale de football professionnel tunisienne |
| 1967      | Rodnay Zaks                          | pionnier de l’enseignement de l’informatique |
| 1968      | Francis Ampe                         | maire de Chambéry |
| 1968      | Jean-Louis Caussin                   | ingénieur automobile français |
| 1968      | Moncef Cheikhrouhou                  | économiste tunisien, professeur à HEC, constituant de la première circonscription de Tunis |
| 1968      | Pierre-Alain Muet                    | député du Rhône, Vice-président de la commission des Finances de l'Assemblée nationale |
| 1968      | Gilbert Saporta                      | inventeur de la Méthode de classement DISQUAL |
| 1969      | Sébastien Candel                     | président de l'Académie des sciences, professeur à CentraleSupélec, Officier de la Légion d’honneur |
| 1969      | Jean-Jacques Dordain                 | directeur général de l'Agence spatiale européenne, Officier de la Légion d’honneur |
| 1970      | Patrick Huerre                       | numéro 2 de Orange France |
| 1970      | Louis-Pierre Wenes                   | directeur de recherche émérite au CNRS et membre de l'Académie des sciences |
| 1971      | Dominique Gambier                    | député de la Seine-Maritime |
| 1971      | Jean-Jacques His                     | ingénieur motoriste chez Renault Sport et Ferrari (de Formule 1 notamment) |
| 1971      | Jean-Jacques Mulot                   | rameur d'aviron, président de la Fédération française d'aviron |
| 1971      | Robert Peugeot                       | fils de Bertrand Peugeot, président de Peugeot Invest, vice-président de Stellantis |
| 1972      | Michèle Bellon                       | Présidente du Directoire d’ERDF |
| 1972      | Moncef Ben Abdallah                  | ministre tunisien de l'Industrie |
| 1972      | Gérard Cartier                       | ingénieur, poète et écrivain |
| 1972      | Farid Paya                           | metteur en scène et auteur dramatique |
| 1972      | Christian Saguez                     | membre de l’Académie des technologies |
| 1972      | Charles Wyplosz                      | économiste |
| 1972      | Dominique-Paul Vallée                | chef d'entreprise français et juge au Tribunal de commerce de Paris |
| 1973      | Hervé Biausser                       | directeur de CentraleSupélec, Officier de la Légion d’honneur |
| 1973      | Mondher Zenaidi                      | ministre tunisien, candidat à l'élection présidentielle Tunisienne |
| 1975      | Bernard Guirkinger                   | PDG de Lyonnaise des Eaux et directeur général adjoint de Suez Environnement, vice-président de l’Institut Pasteur |
| 1975      | André Navarri                        | PDG de Valeo, président de la division transport d'Alstom, puis de Bombardier Transport |
| 1975      | Laurent Nottale                      | astrophysicien, directeur de recherche au CNRS |
| 1975      | Jean-Luc Seret                       | maître international d'échecs français et quadruple champion de France |
| 1976      | Tantely Andrianarivo                 | Premier ministre de Madagascar |
| 1976      | Bernard Barbier                      | expert en cryptographie, directeur technique de la DGSE |
| 1976      | François Goulard                     | député du Morbihan, ministre, maire de Vannes |
| 1976      | Jean-Guy Le Floch                    | PDG d'Armor Lux |
| 1976      | Christophe Salomon                   | directeur de recherche au CNRS, spécialiste de l'optique quantique et des atomes froids |
| 1976      | Sidney Toledano                      | PDG de LVMH |
| 1976      | Jean-Louis Zoël                      | ambassadeur de France en Zambie, Guinée-Bissau, Namibie et au Malawi |
| 1977      | Henri Bourlès                        | scientifique dont les contributions relèvent de l'automatique et des mathématiques |
| 1977      | François Daniellou                   | directeur scientifique, auteur et professeur d'ergonomie |
| 1977      | Patrick Petitjean                    | astrophysicien |
| 1977      | Claudine Schmidt-Lainé               | mathématicienne appliquée |
| 1977      | Daniel Verwaerde                     | administrateur général du CEA |
| 1978      | Afif Chelbi                          | ministre tunisien de l'industrie et économiste |
| 1978      | Laurent Grégoire                     | ingénieur et président d’associations |
| 1978      | Benoît de Guillebon                  | président du CHEDD |
| 1978      | Philippe Laurent                     | maire de Sceaux |
| 1979      | Jean Dionis du Séjour                | député du Lot-et-Garonne, maire d'Agen |
| 1979      | Philippe Germond                     | PDG de SFR, Vivendi Telecom, Alcatel, PMU, Europcar |
| 1979      | Ridha Grira                          | ministre tunisien de des Domaines de l'État et des Affaires foncières et de la Défense |
| 1979      | Benoît Potier                        | PDG d'Air Liquide |
| 1979      | Abdel Aziz Thiam                     | ministre des transports ivoirien |
| 1980      | François Cointe                      | dessinateur de presse |
| 1980      | Thierry Poinsot                      | directeur de recherche au CNRS, chercheur en mécanique des fluides, membre de l’Académie des sciences |
| 1981      | Christophe Chantepy                  | diplomate et haut fonctionnaire, directeur de cabinet du Premier ministre, conseiller d'état |
| 1981      | Étienne Klein                        | physicien, philosophe des sciences, auteur |
| 1981      | Jacques Marilossian                  | député des Hauts-de-Seine |
| 1981      | Jacques Ferrier                      | architecte et urbaniste |
| 1981      | Saïd Ibrahimi                        | Trésorier Général du Royaume au Maroc |
| 1981      | Khalid Oudghiri                      | PDG de la Banque commerciale du Maroc puis de la Attijariwafa bank |
| 1981      | Jacques Rosselin                     | fondateur de Courrier International, CanalWeb et Vendredi |
| 1981      | Carlos Tavares                       | directeur général de Stellantis et du Groupe PSA |
| 1981      | Pierre Vareille                      | PDG de Constellium, investisseur |
| 1982      | Christophe Béhar                     | Directeur de l’énergie nucléaire du CEA |
| 1982      | Pierre Chappaz                       | fondateurs de Kelkoo, de Wikio et de Teads |
| 1982      | Jean-Loïc Galle                      | PDG de Thales Alenia Space, directeur général Opérations et Performance du groupe Thales |
| 1982      | Patrice Gauthier                     | écrivain, majoral du Félibrige |
| 1982      | François Hammer                      | astronome à l'Observatoire de Paris |
| 1982      | Denis Hugelmann                      | membre du Comité Exécutif d'Areva |
| 1982      | Jean de Lambertye                    | ingénieur financier fondateur d’un family office, président de La Demeure historique |
| 1982      | Louis Pernot                         | luthiste, pasteur |
| 1982      | Samir Saïed                          | ministre tunisien de l'Économie et de la Planification, PDG de Tunisie Télécom |
| 1982      | Paul du Saillant                     | PDG d'Essilor International |
| 1984      | Denis Baupin                         | député de Paris, troisième vice-président de l'Assemblée nationale |
| 1984      | Élisabeth Bouchaud                   | physicienne, actrice et dramaturge |
| 1984      | Daniel Choquet                       | neurobiologiste, membre de l'Académie des sciences |
| 1984      | Serge Hayat                          | entrepreneur, producteur de cinéma et auteur |
| 1984      | Bernard Liautaud                     | fondateur de Business Objects |
| 1984      | Bernard Tavitian                     | auteur de jeux de société |
| 1985      | Ahmed Réda Chami                     | ministre marocain de l'Industrie, du Commerce, ambassadeur du Maroc auprès de l'Union européenne |
| 1985      | Mireille Clapot                      | députée de la Drôme |
| 1985      | Eric Rignot                          | professeur en sciences du système terrestre |
| 1985      | Elio Suhamy                          | metteur en scène, scénariste |
| 1985      | Mimosa                               | prestidigitateur humoristique |
| 1986      | Gilles Martin                        | fondateur d'Eurofins Scientific, milliardaire |
| 1986      | Ismail Ould Bedde Ould Cheikh Sidiya | premier ministre mauritanien |
| 1986      | Thomas Schiex                        | informaticien et universitaire français, spécialiste d'intelligence artificielle |
| 1986      | Saddi Soumaila                       | ministre nigérien de l'Équipement |
| 1987      | Édouard Michelin                     | cogérant du groupe Michelin |
| 1987      | Gisou van der Goot                   | microbiologiste suisse, professeur à l'EPFL |
| 1987      | Iegor Gran                           | écrivain |
| 1988      | Lorenz Bäumer                        | joaillier de la Place Vendôme |
| 1988      | Charles Beigbeder                    | entrepreneur, investisseur et homme politique |
| 1988      | Bruno Cremel                         | directeur général de Fnac et Darty, administrateur d'EDF |
| 1989      | Delphine Ernotte                     | directrice générale d'Orange France, présidente de France Télévisions, présidente de l'Union européenne de radio-télévision |
| 1989      | Dominique Blanchet                   | évêque de l'Église catholique |
| 1989      | Yassine Brahim                       | président d'Afek Tounes, député tunisien, ministre tunisien du Transport et de l'Équipement |
| 1990      | Pascal Philippe Bourbon              | homme politique, conseiller du commerce extérieur de la France |
| 1990      | Frédéric Fréry                       | enseignant-chercheur dans le domaine de la stratégie d'entreprise, du management et de l'innovation |
| 1990      | Philippe Goldner                     | directeur de recherche au CNRS |
| 1990      | Jean-Yves Leconte                    | sénateur des Français établis hors de France |
| 1990      | Agnès Ogier                          | directrice générale de Thalys |
| 1990      | Martin Sion                          | président de Safran Electronics & Defense |
| 1991      | Charles-Édouard Bouée                | homme d'affaires, cogérant d’Adagia Partners |
| 1991      | Thomas Savare                        | homme d'affaires, président du Stade français Paris |
| 1992      | Djamel Agaoua                        | directeur général de Viber |
| 1992      | Alexandre Roos                       | PDG de Winamax |
| 1992      | Anne Lesage                          | directrice technique du Centre européen de résonance magnétique nucléaire |
| 1993      | Yves Bonnefont                       | responsable software de DS Automobiles |
| 1993      | Rémi Carminati                       | physicien, professeur à l'ESPCI |
| 1993      | Laurent Castaignède                  | conseiller en impact environnemental et essayiste sur les transports |
| 1993      | Lyesse Laloui                        | professeur à l'EPFL |
| 1993      | Valérie Masson-Delmotte              | Coprésidente du groupe n°1 du GIEC, directrice de recherche au CEA,paléoclimatologue, professeure d’université |
| 1994      | Pierre Barnabé                       | ancien directeur général d'Atos, directeur général de Soitec |
| 1994      | Odile Fillod                         | blogueuse et chercheuse indépendante, connue pour avoir conçu un modèle stylisé de clitoris imprimable en 3D |
| 1994      | Gilles Haéri                         | éditeur, directeur général des Éditions Albin Michel |
| 1994      | Jean-Sébastien Jacques               | directeur général du groupe Rio Tinto |
| 1995      | Stéphane Bancel                      | directeur général de Moderna, milliardaire |
| 1995      | Hynd Bouhia                          | conseillère économique auprès du premier ministre marocain |
| 1995      | Raphaël Granier de Cassagnac         | écrivain de science-fiction et chercheur en physique des particules |
| 1995      | Catherine MacGregor                  | directrice générale d'Engie |
| 1995      | François Riahi                       | directeur général de Natixis, conseiller de Nicolas Sarkozy |
| 1996      | Clotilde Armand                      | députée européenne roumaine |
| 1996      | Philippe Bihouix                     | directeur général de l'AREP et auteur d’essais sur les low-tech et l'environnement |
| 1997      | Hippolyte d'Albis                    | directeur de recherche au CNRS et professeur à l’École d'économie de Paris |
| 1997      | Nicolas Michel                       | chercheur et ingénieur |
| 1998      | Nizar Yaïche                         | ministre tunisien des Finances |
| 1999      | Rafik Smati                          | homme politique, président du Parti libéral démocrate |
| 1999      | Soulaymane Kachani                   | recteur adjoint de l'Université Columbia |
| 2000      | Paola Cappellaro                     | professeure de sciences et d'ingénierie nucléaires au Massachusetts Institute of Technology |
| 2000      | Christophe Galfard                   | physicien et écrivain |
| 2000      | Olivier Scalabre                     | directeur général du bureau de Paris du Boston Consulting Group |
| 2000      | Olivier Testa                        | spéléologue, explorateur |
| 2001      | Leila Benali                         | ministre marocaine de la Transition énergétique et du Développement durable |
| 2001      | Stéphane Bredin                      | préfet de l'Indre, directeur de l'administration pénitentiaire |
| 2001      | Elie Girard                          | directeur général d'Atos |
| 2001      | Fabrice Tourre                       | opérateur de marché à l'origine d'un scandale financier |
| 2002      | Louis Bouderlique                    | pilote de ligne, champion du monde de vol à voile |
| 2002      | Samuel Hocevar                       | développeur informatique |
| 2003      | Nino Njopkou                         | entrepreneur camerounais |
| 2003      | Lévan Sardjevéladzé                  | fondateur du studio Celsius Online, président du Syndicat National du Jeu Vidéo |
| 2004      | Raphaël Haumont                      | physico-chimiste spécialisé en cuisine moléculaire |
| 2005      | Karim Duval                          | humoriste et comédien |
| 2005      | Ludovic-Alexandre Vidal              | librettiste et parolier de théâtre musical et de comédie musicale |
| 2006      | Julien Salvia                        | compositeur et interprète de théâtre musical et de comédie musicale |
| 2006      | Jean-Baptiste Kempf                  | informaticien, contributeur du projet VideoLAN ainsi que du logiciel VLC |
| 2008      | Rafaëlle Cohen                       | comédienne, chanteuse et danseuse |
| 2009      | Thomas Baroukh                       | rameur d'aviron, champion de France et médaillé olympique |
| 2010      | Raphaël Liégeois                     | astronaute belgo-luxembourgeois |
| 2011      | Ibtissame Azzaoui                    | membre de la Chambre des représentants du Maroc |
| 2013      | Amina Doumane                        | informaticienne théoricienne |